# CD-RW
CD-RW je kratica za Compact Disk ReWritable. Po izgledu je sličan običnom CD-R disku ali za razliku od običnog CD-a, CD-RW je moguće koristiti više puta, jer se podaci mogu izbrisati i ponovno stavljati na disk.

## Prednosti
- Moguće je brisati i ponovno stavljati podatke do tisuću puta po disku.
- Korisni za stvaranje i obnovu sigurnosnih kopija.
- Korisni za pravljenje CD-a za testiranje sadržaja prije pravljenja trajnog CD-a.

## Nedostaci
- CD-RW mogu čitati samo CD-RW uređaji za zapisivanje.
- Sporije pisanje i čitanje podataka.
- Viša cijena od običnog CD-a.
- Nije moguće brisati pojedine datoteke, nego samo cijeli disk.